# Ove Mattsson
Ove Mattsson, född 1940 i Norrtälje, är en svensk kemist och företagsledare.
Ove Mattsson tog en kandidatexamen i USA 1961 och blev filosofie licentiat vid Stockholms universitet 1966, där han 1970 blev filosofie doktor och docent i organisk kemi. Åren 1963-1968 var han assistent och universitetslektor vid Stockholms universitet. Åren 1968-1971 var han forskningsassistent vid Fosfatbolaget, var därefter forskningschef vid Casco 1971-1975, blev chef för affärsutveckling vid företaget 1976, och blev 1978 verkställande direktör för företaget.
Han var verkställande direktör för Nobel Industrier 1991-1994. Efter fusionen med Akzo till Akzo Nobel 1994 ingick han i företagsledningen med ansvar för färgverksamheten. 
Han har varit styrelseordförande i Aromatic AB (2004–2011), Biotage (2001–2010) och Otre AB (2003–2006). Mattsson invaldes 1985 som ledamot av Ingenjörsvetenskapsakademien.